# Vita Barbić
Vita Barbić (Zagreb, 13. kolovoza 2007.) hrvatska je atletičarka koja se natječe u bacanju koplja i diska. Hrvatska je rekorderka u bacanju koplja (500 g) za kadetkinje i mlađe juniorke.

## Osobni život
Rođena je u Zagrebu 13. kolovoza 2007. Počela je trenirati atletiku sa šest godina po uzoru na stariju sestru Klaru Barbić, koja također trenira atletiku i bila je hrvatska rekorderka u skoku u vis mlađih juniorka. Pohađa Prirodoslovnu školu Vladimira Preloga u Zagrebu.

## Karijera
Pobijedila je na Olimpijskom festivalu europske mladeži (EYOF-u) u Mariboru 2023. godine s rezultatom 60,48 m što je i rekord EYOF-a u bacanju koplja (500 g). Ovaj rezultat bio je i najbolji rezultat u svijetu u bacanju koplja (500 g) u 2023. godini. Iste godine, na Europskom prvenstvu za juniore (U20) održanom u Jeruzalemu, s nepunih 16 godina ulazi u finale gdje usprkos ozlijedi lakta kao najmlađa natjecateljica zauzima 4. mjesto hicem od 50,36 m. 
Postala je europska prvakinja do 18 godina u bacanju koplja u Banskoj Bystrici u srpnju 2024. godine. Njezin hitac od 61,07 m u bacanju koplja (500 g) rekord je europskih prvenstava za mlađe juniore te najbolji rezultat godine u svijetu atletičarki mlađih od 18 godina. Na istome natjecanju osvojila je brončanu medalju u bacanju diska samo nekoliko sati ranije.
Na Svjetskom juniorskom prvenstvu u atletici do 20 godina koje se održalo krajem kolovoza 2024. u Limi, u Peruu, osvojila je 4. mjesto u bacanju koplja, dok je u kvalifikacijama osvojila 3. mjesto.
Europska atletska federacija nominirala ju je u izboru najbolje mlade atletičarke Europe za 2024. godinu.
Tjedan dana prije svog 18. rođendana, osvojila je zlatnu medalju u bacanju koplja na Europskom juniorskom prvenstvu do 20 godina u finskom Tampereu u kolovozu 2025.